# Diocèse de Phocée
Le diocèse de Phocée (latin : Dioecesis Phocaeensis) est un ancien siège du patriarcat de Constantinople, et un siège titulaire de l'Église catholique.

## Histoire
Phocée, identifiable à Foça (ou Eskifoça) en Turquie, est un ancien siège épiscopal de la province romaine d'Asie dans le diocèse civil du même nom et dans le patriarcat de Constantinople. Initialement suffragant de l'archidiocèse d'Ephèse, à partir du IXe siècle, il fait ensuite partie de la province ecclésiastique de l'archidiocèse de Smyrne.
Le diocèse est mentionné dans les Notitiae Episcopatuum du patriarcat de Constantinople jusqu'au XIVe siècle. Le changement de province ecclésiastique est rapporté pour la première fois dans la Notitia datant de l'époque du patriarche Nicolas Ier Mystique, au début du Xe siècle.
Plusieurs évêques de cet ancien diocèse ont été identifiés. D'après Le Quien, Marco de Fiscia ou de Fiscea participa au concile de Sardica en 343/344. Théoctiste participa au Concile d'Ephèse 431. Quintus assista au concile de Chalcédoine en 451. Giovanni était présent au concile convoqué à Trullo en 692. Leo a assisté au deuxième concile de Nicée en 787. Nicétas et Paul participèrent aux conciles de Constantinople de 869-870 et 879-880 qui traitèrent de la question du patriarche Photius. Un sceau mentionne le nom de l'évêque Leo, dont le sceau est daté entre les XIe et XIIe siècles. Callinicus est un moine-évêque du XIIe siècle.
Au Moyen Âge, la ville était une colonie génoise, qui a été conquise par les Turcs en 1455. À cette époque, un diocèse de rite latin fut érigé, connu sous le nom de Fochia ou Folia, dont les noms de certains évêques entre le XIVe et le XVe siècle sont connus.
Depuis le XIXe siècle, Phocée est restauré en tant que siège titulaire de l'Église catholique. Le siège en est vacant depuis le 7 janvier 1965. Son dernier titulaire était William Richard Arnold, évêque auxiliaire de New York et vicaire aux armées pour les États-Unis.

## Évêques

### Évêques grecs
- Mark (mentionné 343 / 344)
- Théoctiste (mentionné 431)
- Quintus (mentionné en 451)
- Jean (mentionné 692)
- Léon Ier (VIIIe siècle) [10]
- Lion II (mentionné en 787)
- Nicetas (mentionné en 869)
- Paul (mentionné en 879)
- Lion (XIe / XIIe siècle)
- Callinicus (XIIe siècle)

### Évêques latins
- Bartolomeo di Cassino, OFM (14 mai 1346 - ? )
- Nicolò Foscarini (? - 16 janvier 1376), nommé évêque de Chioggia
- Jean de Caudutis, O.Carm. (3 juin 1376 - ?)[11]
- Goffredo Cigalla, OFM (27 mars 1411 nommé - 23 décembre 1417), nommé évêque de Caffa
- Giovanni Rossi
- Nicolas de Todi, OP (10 janvier 1427 - ?) [12]
- Giacomo de Salamoncelis (7 janvier 1450 - 27 octobre 1458), transféré à Montefeltro

A cette liste d'évêques Foliensis ou Foliarum, Eubel ajoute une autre liste d'évêques Fogiensis ou Fochiarum, sub archiepiscopo Smyrnensis, dont certains furent évêques auxiliaires : Giovanni da Vicenza, nommé évêque de Dulcigno le 19 novembre 1354 ; Ludovico de Foro, nommé à sa place le 21 novembre 1354 et mort en 1391, qui fut évêque auxiliaire à Minden et à Münster ; Giacomo, répertorié le 6 septembre 1413, à la mort duquel Giorgio Pagani a été nommé, le 26 septembre 1440 ; et deux évêques portugais, Stephen (1461) et Egidio (1475) qui était auxiliaire de Porto. Il n'est pas clair, sur la base des indications d'Eubel, si certains des évêques de cette deuxième liste étaient bien des évêques résidentiels de Phocée.

### Evêques titulaires
| Début             | Fin             | Nat.           | Nom                         | Fonction exercée |
| ----------------- | --------------- | -------------- | --------------------------- | --- |
| 31 mars 1900      | 9 février 1905  | United Kindgom | Richard Preston             | Évêque auxiliaire de Hexam et Newcastle                                                                                                  |
| 12 mars 1906      | 16 janvier 1932 | Belgique       | Gérard van Caloen           | Bénédictin, Abbé de l'abbaye Saint-Benoît de Rio de Janeiro                                                                              |
| 18 mars 1932      | 28 juillet 1933 | Brésil         | Luiz Scortegagna (pt)       | Évêque auxiliaire de Vitória, nommé ensuite évêque du même diocèse                                                                       |
| 15 septembre 1933 | 1er mars 1944   | Pologne        | Eugeniusz Baziak            | Évêque auxiliaire de Lviv (Ukraine), ensuite nommé coadjuteur puis archevêque du même diocèse, et administrateur apostolique de Cracovie |
| 5 mai 1945        | 7 janvier 1965  | USA            | William Richard Arnold (en) | Évêque auxiliaire aux Armées des États-Unis                                                                                              |

## Note
- (it) Cet article est partiellement ou en totalité issu de l’article de Wikipédia en italien intitulé « Diocesi di Focea » (voir la liste des auteurs).

1. ↑  Jean Darrouzès, Notitiae episcopatuum Ecclesiae Constantinopolitanae. Texte critique, introduction et notes, Paris, 1981, indice p. 509, voce Phokaia (Phokeia/Phokia).
2. ↑  Darrouzès, Notitiae episcopatuum Ecclesiae Constantinopolitanae..., Notitia 7, p. 286, nº 649.
3. ↑  Cet évêque n'apparaît pas dans l'étude prosopographique de Sylvain Destephen.
4. ↑  Destephen 2008, p. 912
5. ↑  Destephen 2008, p. 577-578
6. ↑  Jean Darrouzès, « Listes épiscopales du concile de Nicée (787) », Revue des études byzantines, t. 33,‎ 1975, p. 28 (DOI 10.3406/rebyz.1975.2026, lire en ligne)
7. ↑  Vitalien Laurent, Le corpus des sceaux de l'empire Byzantin, vol. V/1, Paris, 1963, nº 746.
8. ↑  Culerrier 1987, p. 160
9. ↑  La liste des évêques de ce siège, rapportée par Eubel, semble beaucoup plus réduite que celle mentionnée par T. Ripoll et A. Bremond, Bullarium ordinis Fratrum Praedicatorum, vol. II (lire en ligne), p. 706
10. ↑  Cet évêque, attesté par un sceau épiscopal, pourrait être le même Léon II mentionné en 787 ; Culerrier distingue les deux évêques.
11. ↑  Le Quien 1740, vol. III, col. 1079, fait état d'un évêque carmélite Jean le 19 février 1383.
12. ↑  Évêque Fochiarum ou Foliarum novarum.

## Sources
- Ressource relative à la religion :   - Catholic Hierarchy
- Notice dans un dictionnaire ou une encyclopédie généraliste :   - Britannica